# Antrak Air
Antrak Air es la mayor aerolínea de vuelos regulares con base en Acra, Ghana, siendo de hecho la aerolínea de bandera de Ghana. Comenzó a operar en septiembre de 2003 y efectúa vuelos de cabotaje, regionales e internacionales regulares, así como vuelos charter en el oeste de África. Su principal base de operaciones es el Aeropuerto Internacional Kotoka, Acra.

## Destinos
Antrak Air opera los siguientes vuelos regulares (en enero de 2010):
- África
  - Ghana
    - Acra - Aeropuerto Internacional de Kotoka
    - Kumasi - Aeropuerto de Kumasi
    - Tamale - Aeropuerto de Tamale
    - Sunyani - Aeropuerto de Sunyani
    - Takoradi - Aeropuerto de Takoradi

Antrak Air es la aerolínea designada en Ghana para operar a numerosos países de todo el mundo como Reino Unido, Alemania, Sudáfrica y Arabia Saudita.
En septiembre de 2011, Antrak Air inició un litigio que busca acabar con las operaciones de su competidora Starbow Airlines.

## Flota
La flota de Antrak Air incluye los siguientes aviones (a 31 de agosto de 2011):
- 3 ATR 72-500[5]
- 1 ATR-42 (cargo)[6]
- 0 Boeing 767-300 (1 pedido)